# Паоло, Джанни
Джанни Винсент Паоло (англ. Gianni Vincent Paolo, род. 27 мая 1996, Провиденс, Род-Айленд) — американский актер. Он наиболее известен своей ролью Брейдена Уэстона в фильме «Власть в ночном городе» и его спин-оффе и продолжении «Власть Силы II: Призрак». Он также известен по роли Чаза в фильме ужасов 2019 года «Ма».

## Биография
Паоло родился 27 мая 1996 года в Провиденс, штат Род-Айленд. В 2013 году он был выбран под общим 202-м номером на драфте Главная юниорская хоккейная лига Квебека командой Шавиниган Катарактс. Позже его права были приобретены Шарлоттаун Айлендерс в обмен на выбор во втором раунде.
Позже Паоло переехал в Лос-Анджелес, чтобы заняться актерским мастерством в возрасте 19 лет.
В сотрудничестве с Майкл Рейни мл. Паоло основал развлекательную компанию Двадцать два развлечения, которая полностью финансируется организацией Художники для художников Томпсон, Кинан и занимается производством фильмов, телесериалов и мультимедийных проектов.
Джанни также известен своей работой над подкастом В прошлые выходные, который ведет комик Тео Фон.

## Фильмография
| Год       |   | Русское название        | Оригинальное название | Роль              |
| --------- | - | ----------------------- | --------------------- | ----------------- |
| 2016      | ф | Арло: Рыгающая свинья   | Arlo: The Burping Pig | парень в парке    |
| 2017      | с | Шанс                    | Chance                | Ламберт (молодой) |
| 2017      | с | Мик                     | The Mick              | Иордания          |
| 2018      | с | Фостеры                 | The Fosters           | Брайан            |
| 2018—2019 | с | Власть в ночном городе  | Power                 | Брейден Уэстон    |
| 2019      | ф | Ма (фильм, 2019)        | -                     | Чэз               |
| 2020      | с | Власть Силы II: Призрак | Power Book II: Ghost  | Брейден Уэстон    |